# Clive Anderson
Clive Anderson est un acteur et scénariste britannique né le 10 décembre 1952 à Stanmore dans le Middlesex (Royaume-Uni).

## Filmographie

### comme acteur
- 1988-1998 : Whose Line Is It Anyway? (émission TV d'improvisation) : Host
- 1993 : Notes and Queries with Clive Anderson (série TV) : Presenter
- 1997 : Hospital! (TV) : Sea Captain
- 1999 : Inside the Lords (série TV) : Narrator (voix)
- 1999 : The Nearly Complete and Utter History of Everything (TV) : Archbishop Anderson of Canterbury
- 2000 : Best : Interviewer
- 2003 : Julie Walters: A BAFTA Tribute (TV) : Host

### comme scénariste
- 1984 : Alas Smith & Jones (série TV)